# Jégtánc a 2002. évi téli olimpiai játékokon
A 2002. évi téli olimpiai játékokon a műkorcsolya jégtánc versenyszámát február 15. és 18. között rendezték. A versenyt a francia Marina Anissina–Gwendal Peizerat-kettős nyerte. A versenyszámban nem vett részt magyar páros.

## Eredmények
Az egyes szakaszokban (első és második kötelező tánc, rövid program, kűr) kilenc bíró pontozta a versenyzőket. A pontok alapján a bírók mindegyikénél külön-külön kialakult egy sorrend az egyes szakaszokra vonatkozóan és ez egy helyezési pontszámot is jelentett. Ha egy pontozónál holtverseny alakult ki, akkor a rövid programban a kötelező elemekre kapott pontszám, a kűrben pedig a művészi hatás pontszáma döntött. Az egyes szakaszok eredménye a következő kritériumok alapján alakult ki:
1. „Többségi helyezések száma”. Az a versenyző végzett előrébb, akit a bírók többsége előrébb rangsorolt. A bírók többsége azt jelentette, hogy a legjobb 5 helyezést adó bíró helyezési pontszámait vették figyelembe, de ha az 5. bíró helyezésével még volt azonos helyezés, akkor az(oka)t is figyelembe vették. Ezt az adatot tartalmazza az oszlop. (Pl. a „6×3+” azt jelenti, hogy a versenyző 6 bírónál az első 3 hely valamelyikén végzett.)
2. „Többségi helyezések összege” (a figyelembe vett bírók helyezési pontszámainak összege)
3. „Helyezések összege” (az összes bíró helyezési pontszámainak összege)

A versenyszám végeredményét az összesített helyezési pontszám határozta meg, amely az alábbiak összegéből állt:
- Az első kötelező tánc helyezési pontszámának 0,2-szerese (az összesítés 10%-a),
- A második kötelező tánc helyezési pontszámának 0,2-szerese (az összesítés 10%-a),
- Az eredeti (original) tánc helyezési pontszámának 0,6-szerese (az összesítés 30%-a),
- A kűr helyezési pontszámának 1-szerese (az összesítés 50%-a).

Az alacsonyabb helyezési pontszámmal rendelkező versenyző végzett előrébb. Egyenlő helyezési pontszám esetén a kűrben elért jobb helyezés döntött.

### Első kötelező tánc
A kötelező táncokat február 15-én rendezték.
| Hely. | Versenyzők                                                      | Többségi helyezések száma | Többségi helyezések összege | Helyezések összege | Pont  | Helyezési pontszám |
| ----- | --------------------------------------------------------------- | ------------------------- | --------------------------- | ------------------ | ----- | ------------------ |
| 1.    | Franciaország (FRA)-1 · Marina Anissina · Gwendal Peizerat      | 8×1+                      | 8                           | 10                 | 103,4 | 0,2                |
| 2.    | Oroszország (RUS)-1 · Irina Lobacseva · Ilja Averbuh            | 6×2+                      | 12                          | 22                 | 101,2 | 0,4                |
| 3.    | Olaszország (ITA)-1 · Barbara Fusar Poli · Maurizio Margaglio   | 7×3+                      | 17                          | 25                 | 100,8 | 0,6                |
| 4.    | Kanada (CAN)-1 · Shae-Lynn Bourne · Victor Kraatz               | 7×4+                      | 26                          | 36                 | 99,8  | 0,8                |
| 5.    | Litvánia (LTU) · Margarita Drobiazko · Povilas Vanagas          | 5×5+                      | 22                          | 46                 | 98,2  | 1,0                |
| 6.    | Izrael (ISR)-1 · Galit Hait · Szergej Szahnovszkij              | 5×6+                      | 27                          | 59                 | 97,2  | 1,2                |
| 7.    | Bulgária (BUL) · Albena Denkova · Makszim Sztaviszki            | 6×7+                      | 40                          | 68                 | 95,7  | 1,4                |
| 8.    | Németország (GER) · Kati Winkler · René Lohse                   | 6×8+                      | 45                          | 74                 | 95,6  | 1,6                |
| 9.    | Oroszország (RUS)-2 · Tatyjana Navka · Roman Kosztomarov        | 5×9+                      | 41                          | 81                 | 94,1  | 1,8                |
| 10.   | Ukrajna (UKR)-1 · Olena Hrusina · Ruszlan Honcsarov             | 5×10+                     | 42                          | 91                 | 92,8  | 2,0                |
| 11.   | Kanada (CAN)-2 · Marie-France Dubreuil · Patrice Lauzon         | 7×11+                     | 70                          | 97                 | 92,4  | 2,2                |
| 12.   | Egyesült Államok (USA)-1 · Naomi Lang · Peter Tchernyshev       | 7×12+                     | 78                          | 106                | 91,0  | 2,4                |
| 13.   | Lengyelország (POL) · Sylwia Nowak · Sebastian Kolasiński       | 5×13+                     | 63                          | 120                | 88,9  | 2,6                |
| 14.   | Franciaország (FRA)-2 · Isabelle Delobel · Olivier Schoenfelder | 7×14+                     | 89                          | 119                | 89,6  | 2,8                |
| 15.   | Svájc (SUI) · Eliane Hugentobler · Daniel Hugentobler           | 5×14+                     | 66                          | 127                | 87,9  | 3,0                |
| 16.   | Nagy-Britannia (GBR) · Marika Humphreys · Vitaliy Baranov       | 7×16+                     | 112                         | 147                | 84,2  | 3,2                |
| 17.   | Azerbajdzsán (AZE) · Kristin Fraser · İqor Lukanin              | 6×18+                     | 105                         | 165                | 80,6  | 3,4                |
| 18.   | Olaszország (ITA)-2 · Federica Faiella · Massimo Scali          | 6×18+                     | 107                         | 165                | 80,8  | 3,6                |
| 19.   | Izrael (ISR)-2 · Natalija Gudina · Alekszej Beleckij            | 7×19+                     | 126                         | 167                | 79,2  | 3,8                |
| 20.   | Egyesült Államok (USA)-2 · Beata Handra · Charles Sinek         | 6×20+                     | 110                         | 173                | 79,3  | 4,0                |
| 21.   | Csehország (CZE) · Kateřina Kovalová · David Szurman            | 9×22+                     | 191                         | 191                | 74,6  | 4,2                |
| 22.   | Ukrajna (UKR)-2 · Julija Holovina · Oleh Vojko                  | 7×22+                     | 145                         | 192                | 74,7  | 4,4                |
| 23.   | Kína (CHN) · Zhang Weina · Cao Xianming                         | 7×23+                     | 158                         | 206                | 72,5  | 4,6                |
| 24.   | Dél-Korea (KOR) · Jang Thehva · I Cshongun                      | 9×24+                     | 213                         | 213                | 71,3  | 4,8                |

### Második kötelező tánc
| Hely. | Versenyzők                                                      | Többségi helyezések száma | Többségi helyezések összege | Helyezések összege | Pont  | Helyezési pontszám |
| ----- | --------------------------------------------------------------- | ------------------------- | --------------------------- | ------------------ | ----- | ------------------ |
| 1.    | Franciaország (FRA)-1 · Marina Anissina · Gwendal Peizerat      | 8×1+                      | 8                           | 10                 | 104,1 | 0,2                |
| 2.    | Oroszország (RUS)-1 · Irina Lobacseva · Ilja Averbuh            | 8×3+                      | 20                          | 24                 | 101,8 | 0,4                |
| 3.    | Olaszország (ITA)-1 · Barbara Fusar Poli · Maurizio Margaglio   | 8×3+                      | 19                          | 23                 | 101,8 | 0,6                |
| 4.    | Kanada (CAN)-1 · Shae-Lynn Bourne · Victor Kraatz               | 8×4+                      | 29                          | 34                 | 100,6 | 0,8                |
| 5.    | Litvánia (LTU) · Margarita Drobiazko · Povilas Vanagas          | 6×5+                      | 29                          | 47                 | 98,6  | 1,0                |
| 6.    | Izrael (ISR)-1 · Galit Hait · Szergej Szahnovszkij              | 7×6+                      | 39                          | 57                 | 97,5  | 1,2                |
| 7.    | Bulgária (BUL) · Albena Denkova · Makszim Sztaviszki            | 5×7+                      | 33                          | 66                 | 95,8  | 1,4                |
| 8.    | Németország (GER) · Kati Winkler · René Lohse                   | 7×8+                      | 52                          | 70                 | 95,8  | 1,6                |
| 9.    | Oroszország (RUS)-2 · Tatyjana Navka · Roman Kosztomarov        | 9×10+                     | 84                          | 84                 | 94,2  | 1,8                |
| 10.   | Ukrajna (UKR)-1 · Olena Hrusina · Ruszlan Honcsarov             | 6×10+                     | 55                          | 93                 | 93,3  | 2,0                |
| 11.   | Egyesült Államok (USA)-1 · Naomi Lang · Peter Tchernyshev       | 5×11+                     | 51                          | 99                 | 93,0  | 2,2                |
| 12.   | Kanada (CAN)-2 · Marie-France Dubreuil · Patrice Lauzon         | 6×11+                     | 62                          | 98                 | 92,9  | 2,4                |
| 13.   | Lengyelország (POL) · Sylwia Nowak · Sebastian Kolasiński       | 7×13+                     | 88                          | 117                | 89,0  | 2,6                |
| 14.   | Franciaország (FRA)-2 · Isabelle Delobel · Olivier Schoenfelder | 5×14+                     | 69                          | 132                | 86,3  | 2,8                |
| 15.   | Svájc (SUI) · Eliane Hugentobler · Daniel Hugentobler           | 8×15+                     | 117                         | 133                | 85,4  | 3,0                |
| 16.   | Nagy-Britannia (GBR) · Marika Humphreys · Vitaliy Baranov       | 8×16+                     | 121                         | 138                | 84,8  | 3,2                |
| 17.   | Azerbajdzsán (AZE) · Kristin Fraser · İqor Lukanin              | 7×17+                     | 118                         | 155                | 82,1  | 3,4                |
| 18.   | Olaszország (ITA)-2 · Federica Faiella · Massimo Scali          | 7×18+                     | 124                         | 162                | 81,5  | 3,6                |
| 19.   | Izrael (ISR)-2 · Natalija Gudina · Alekszej Beleckij            | 7×19+                     | 131                         | 172                | 80,0  | 3,8                |
| 20.   | Egyesült Államok (USA)-2 · Beata Handra · Charles Sinek         | 6×20+                     | 116                         | 179                | 78,6  | 4,0                |
| 21.   | Csehország (CZE) · Kateřina Kovalová · David Szurman            | 5×21+                     | 102                         | 190                | 76,8  | 4,2                |
| 22.   | Ukrajna (UKR)-2 · Julija Holovina · Oleh Vojko                  | 6×22+                     | 127                         | 197                | 73,6  | 4,4                |
| 23.   | Kína (CHN) · Zhang Weina · Cao Xianming                         | 8×23+                     | 181                         | 205                | 74,0  | 4,6                |
| 24.   | Dél-Korea (KOR) · Jang Thehva · I Cshongun                      | 9×24+                     | 214                         | 214                | 71,7  | 4,8                |

### Eredeti (original) tánc
Az original táncot február 17-én rendezték.
| Hely. | Versenyzők                                                      | Többségi helyezések száma | Többségi helyezések összege | Helyezések összege | Pont  | Helyezési pontszám |
| ----- | --------------------------------------------------------------- | ------------------------- | --------------------------- | ------------------ | ----- | ------------------ |
| 1.    | Franciaország (FRA)-1 · Marina Anissina · Gwendal Peizerat      | 8×1+                      | 8                           | 10                 | 105,6 | 0,6                |
| 2.    | Oroszország (RUS)-1 · Irina Lobacseva · Ilja Averbuh            | 7×2+                      | 13                          | 19                 | 104,5 | 1,2                |
| 3.    | Olaszország (ITA)-1 · Barbara Fusar Poli · Maurizio Margaglio   | 6×3+                      | 16                          | 28                 | 103,3 | 1,8                |
| 4.    | Kanada (CAN)-1 · Shae-Lynn Bourne · Victor Kraatz               | 5×4+                      | 17                          | 38                 | 101,8 | 2,4                |
| 5.    | Litvánia (LTU) · Margarita Drobiazko · Povilas Vanagas          | 6×5+                      | 26                          | 44                 | 101,2 | 3,0                |
| 6.    | Izrael (ISR)-1 · Galit Hait · Szergej Szahnovszkij              | 8×6+                      | 44                          | 53                 | 99,4  | 3,6                |
| 7.    | Bulgária (BUL) · Albena Denkova · Makszim Sztaviszki            | 5×7+                      | 35                          | 70                 | 97,7  | 4,2                |
| 8.    | Németország (GER) · Kati Winkler · René Lohse                   | 6×8+                      | 45                          | 73                 | 97,2  | 4,8                |
| 9.    | Oroszország (RUS)-2 · Tatyjana Navka · Roman Kosztomarov        | 5×9+                      | 40                          | 80                 | 96,6  | 5,4                |
| 10.   | Ukrajna (UKR)-1 · Olena Hrusina · Ruszlan Honcsarov             | 5×10+                     | 43                          | 93                 | 95,0  | 6,0                |
| 11.   | Egyesült Államok (USA)-1 · Naomi Lang · Peter Tchernyshev       | 9×11+                     | 93                          | 93                 | 95,3  | 6,6                |
| 12.   | Kanada (CAN)-2 · Marie-France Dubreuil · Patrice Lauzon         | 8×12+                     | 92                          | 105                | 93,7  | 7,2                |
| 13.   | Lengyelország (POL) · Sylwia Nowak · Sebastian Kolasiński       | 7×13+                     | 88                          | 116                | 91,8  | 7,8                |
| 14.   | Svájc (SUI) · Eliane Hugentobler · Daniel Hugentobler           | 8×14+                     | 109                         | 124                | 89,4  | 8,4                |
| 15.   | Nagy-Britannia (GBR) · Marika Humphreys · Vitaliy Baranov       | 8×15+                     | 119                         | 135                | 87,8  | 9,0                |
| 16.   | Franciaország (FRA)-2 · Isabelle Delobel · Olivier Schoenfelder | 6×16+                     | 95                          | 146                | 84,3  | 9,6                |
| 17.   | Olaszország (ITA)-2 · Federica Faiella · Massimo Scali          | 5×17+                     | 82                          | 155                | 83,4  | 10,2               |
| 18.   | Azerbajdzsán (AZE) · Kristin Fraser · İqor Lukanin              | 7×18+                     | 122                         | 160                | 82,1  | 10,8               |
| 19.   | Izrael (ISR)-2 · Natalija Gudina · Alekszej Beleckij            | 7×19+                     | 130                         | 174                | 78,9  | 11,4               |
| 20.   | Csehország (CZE) · Kateřina Kovalová · David Szurman            | 7×20+                     | 138                         | 180                | 78,9  | 12,0               |
| 21.   | Ukrajna (UKR)-2 · Julija Holovina · Oleh Vojko                  | 6×21+                     | 124                         | 191                | 76,2  | 12,6               |
| 22.   | Egyesült Államok (USA)-2 · Beata Handra · Charles Sinek         | 7×22+                     | 150                         | 196                | 76,4  | 13,2               |
| 23.   | Kína (CHN) · Zhang Weina · Cao Xianming                         | 8×23+                     | 181                         | 205                | 74,9  | 13,8               |
| 24.   | Dél-Korea (KOR) · Jang Thehva · I Cshongun                      | 9×24+                     | 212                         | 212                | 73,2  | 14,4               |

### Kűr
A kűrt február 18-án rendezték.
| Hely. | Versenyzők                                                      | Többségi helyezések száma | Többségi helyezések összege | Helyezések összege | Pont  | Helyezési pontszám |
| ----- | --------------------------------------------------------------- | ------------------------- | --------------------------- | ------------------ | ----- | ------------------ |
| 1.    | Franciaország (FRA)-1 · Marina Anissina · Gwendal Peizerat      | 5×1+                      | 5                           | 13                 | 104,5 | 1,0                |
| 2.    | Oroszország (RUS)-1 · Irina Lobacseva · Ilja Averbuh            | 9×2+                      | 14                          | 14                 | 104,5 | 2,0                |
| 3.    | Olaszország (ITA)-1 · Barbara Fusar Poli · Maurizio Margaglio   | 5×3+                      | 15                          | 31                 | 102,2 | 3,0                |
| 4.    | Kanada (CAN)-1 · Shae-Lynn Bourne · Victor Kraatz               | 5×4+                      | 17                          | 37                 | 101,6 | 4,0                |
| 5.    | Litvánia (LTU) · Margarita Drobiazko · Povilas Vanagas          | 8×5+                      | 35                          | 41                 | 101,4 | 5,0                |
| 6.    | Izrael (ISR)-1 · Galit Hait · Szergej Szahnovszkij              | 8×6+                      | 47                          | 55                 | 99,5  | 6,0                |
| 7.    | Bulgária (BUL) · Albena Denkova · Makszim Sztaviszki            | 8×7+                      | 56                          | 64                 | 98,6  | 7,0                |
| 8.    | Németország (GER) · Kati Winkler · René Lohse                   | 5×8+                      | 37                          | 75                 | 97,6  | 8,0                |
| 9.    | Ukrajna (UKR)-1 · Olena Hrusina · Ruszlan Honcsarov             | 5×9+                      | 44                          | 87                 | 96,4  | 9,0                |
| 10.   | Oroszország (RUS)-2 · Tatyjana Navka · Roman Kosztomarov        | 5×9+                      | 42                          | 83                 | 96,8  | 10,0               |
| 11.   | Egyesült Államok (USA)-1 · Naomi Lang · Peter Tchernyshev       | 8×11+                     | 83                          | 95                 | 95,8  | 11,0               |
| 12.   | Kanada (CAN)-2 · Marie-France Dubreuil · Patrice Lauzon         | 6×12+                     | 70                          | 111                | 93,9  | 12,0               |
| 13.   | Lengyelország (POL) · Sylwia Nowak · Sebastian Kolasiński       | 7×13+                     | 89                          | 117                | 92,7  | 13,0               |
| 14.   | Svájc (SUI) · Eliane Hugentobler · Daniel Hugentobler           | 9×14+                     | 121                         | 121                | 92,3  | 14,0               |
| 15.   | Nagy-Britannia (GBR) · Marika Humphreys · Vitaliy Baranov       | 7×15+                     | 105                         | 138                | 89,1  | 15,0               |
| 16.   | Franciaország (FRA)-2 · Isabelle Delobel · Olivier Schoenfelder | 9×16+                     | 142                         | 142                | 88,9  | 16,0               |
| 17.   | Azerbajdzsán (AZE) · Kristin Fraser · İqor Lukanin              | 6×17+                     | 102                         | 156                | 85,5  | 17,0               |
| 18.   | Olaszország (ITA)-2 · Federica Faiella · Massimo Scali          | 9×18+                     | 158                         | 158                | 85,5  | 18,0               |
| 19.   | Izrael (ISR)-2 · Natalija Gudina · Alekszej Beleckij            | 7×19+                     | 133                         | 173                | 82,1  | 19,0               |
| 20.   | Csehország (CZE) · Kateřina Kovalová · David Szurman            | 8×20+                     | 158                         | 179                | 82,7  | 20,0               |
| 21.   | Kína (CHN) · Zhang Weina · Cao Xianming                         | 5×21+                     | 105                         | 194                | 78,7  | 21,0               |
| 22.   | Ukrajna (UKR)-2 · Julija Holovina · Oleh Vojko                  | 9×22+                     | 193                         | 193                | 78,8  | 22,0               |
| 23.   | Egyesült Államok (USA)-2 · Beata Handra · Charles Sinek         | 9×23+                     | 206                         | 206                | 75,8  | 23,0               |
| 24.   | Dél-Korea (KOR) · Jang Thehva · I Cshongun                      | 9×24+                     | 216                         | 216                | 73,3  | 24,0               |

### Végeredmény
| Helyezés | Versenyzők                                                      | Helyezési pontszámok | Helyezési pontszámok  | Helyezési pontszámok    | Helyezési pontszámok | Helyezési pontszámok |
| Helyezés | Versenyzők                                                      | Első kötelező tánc   | Második kötelező tánc | Eredeti (original) tánc | Kűr                  | Összesen             |
| -------- | --------------------------------------------------------------- | -------------------- | --------------------- | ----------------------- | -------------------- | -------------------- |
| Arany    | Franciaország (FRA)-1 · Marina Anissina · Gwendal Peizerat      | 0,2                  | 0,2                   | 0,6                     | 1,0                  | 2,0                  |
| Ezüst    | Oroszország (RUS)-1 · Irina Lobacseva · Ilja Averbuh            | 0,4                  | 0,4                   | 1,2                     | 2,0                  | 4,0                  |
| Bronz    | Olaszország (ITA)-1 · Barbara Fusar Poli · Maurizio Margaglio   | 0,6                  | 0,6                   | 1,8                     | 3,0                  | 6,0                  |
| 4.       | Kanada (CAN)-1 · Shae-Lynn Bourne · Victor Kraatz               | 0,8                  | 0,8                   | 2,4                     | 4,0                  | 8,0                  |
| 5.       | Litvánia (LTU) · Margarita Drobiazko · Povilas Vanagas          | 1,0                  | 1,0                   | 3,0                     | 5,0                  | 10,0                 |
| 6.       | Izrael (ISR)-1 · Galit Hait · Szergej Szahnovszkij              | 1,2                  | 1,2                   | 3,6                     | 6,0                  | 12,0                 |
| 7.       | Bulgária (BUL) · Albena Denkova · Makszim Sztaviszki            | 1,4                  | 1,4                   | 4,2                     | 7,0                  | 14,0                 |
| 8.       | Németország (GER) · Kati Winkler · René Lohse                   | 1,6                  | 1,6                   | 4,8                     | 8,0                  | 16,0                 |
| 9.       | Ukrajna (UKR)-1 · Olena Hrusina · Ruszlan Honcsarov             | 2,0                  | 2,0                   | 6,0                     | 9,0                  | 19,0                 |
| 10.      | Oroszország (RUS)-2 · Tatyjana Navka · Roman Kosztomarov        | 1,8                  | 1,8                   | 5,4                     | 10,0                 | 19,0                 |
| 11.      | Egyesült Államok (USA)-1 · Naomi Lang · Peter Tchernyshev       | 2,4                  | 2,2                   | 6,6                     | 11,0                 | 22,2                 |
| 12.      | Kanada (CAN)-2 · Marie-France Dubreuil · Patrice Lauzon         | 2,2                  | 2,4                   | 7,2                     | 12,0                 | 23,8                 |
| 13.      | Lengyelország (POL) · Sylwia Nowak · Sebastian Kolasiński       | 2,6                  | 2,6                   | 7,8                     | 13,0                 | 26,0                 |
| 14.      | Svájc (SUI) · Eliane Hugentobler · Daniel Hugentobler           | 3,0                  | 3,0                   | 8,4                     | 14,0                 | 28,4                 |
| 15.      | Nagy-Britannia (GBR) · Marika Humphreys · Vitaliy Baranov       | 3,2                  | 3,2                   | 9,0                     | 15,0                 | 30,4                 |
| 16.      | Franciaország (FRA)-2 · Isabelle Delobel · Olivier Schoenfelder | 2,8                  | 2,8                   | 9,6                     | 16,0                 | 31,2                 |
| 17.      | Azerbajdzsán (AZE) · Kristin Fraser · İqor Lukanin              | 3,4                  | 3,4                   | 10,8                    | 17,0                 | 34,6                 |
| 18.      | Olaszország (ITA)-2 · Federica Faiella · Massimo Scali          | 3,6                  | 3,6                   | 10,2                    | 18,0                 | 35,4                 |
| 19.      | Izrael (ISR)-2 · Natalija Gudina · Alekszej Beleckij            | 3,8                  | 3,8                   | 11,4                    | 19,0                 | 38,0                 |
| 20.      | Csehország (CZE) · Kateřina Kovalová · David Szurman            | 4,2                  | 4,2                   | 12,0                    | 20,0                 | 40,4                 |
| 21.      | Ukrajna (UKR)-2 · Julija Holovina · Oleh Vojko                  | 4,4                  | 4,4                   | 12,6                    | 22,0                 | 43,4                 |
| 22.      | Kína (CHN) · Zhang Weina · Cao Xianming                         | 4,6                  | 4,6                   | 13,8                    | 21,0                 | 44,0                 |
| 23.      | Egyesült Államok (USA)-2 · Beata Handra · Charles Sinek         | 4,0                  | 4,0                   | 13,2                    | 23,0                 | 44,2                 |
| 24.      | Dél-Korea (KOR) · Jang Thehva · I Cshongun                      | 4,8                  | 4,8                   | 14,4                    | 24,0                 | 48,0                 |